# Homer Simpson
Homer Jay Simpson (19 november 1955) is een Grammy Award en Pulitzer-prijs winnend personage in de geanimeerde televisieserie The Simpsons, wiens stem is ingesproken door Dan Castellaneta. Homers geestelijk vader is Matt Groening, bedenker van The Simpsons.
Hij is een geliefd tekenfilmfiguur en Amerikaans icoon. De hem kenmerkende geërgerde grom "D'oh!" is opgenomen in het Oxford English Dictionary. "Woo-hoo!" en "Yello!" zijn andere uitspraken die tot zijn repertoire behoren.
Homer is vernoemd naar en losjes gebaseerd op Matt Groenings vader. Zijn stem was oorspronkelijk afgeleid van die van Walter Matthau. Volgens een poll in "Entertainment Weekly" is Homer Simpson het beste televisie- en filmpersonage van de afgelopen 20 jaar.
De eerste seizoenen van de serie draaiden voornamelijk om Bart, maar toen de "Bartmania" wegebde, verschoof de focus naar Homer. Homer is het stereotype van de Amerikaanse arbeidersklasse. Hij heeft een baan als veiligheidsmonitor in de kerncentrale van Springfield, is ruw, te zwaar, onverdraagzaam, onbekwaam en praktisch een alcoholist. Ondanks zijn vraatzucht, luiheid en eenvoud heeft Homer soms briljante ingevingen. Als lid van de arbeidersklasse heeft hij enkele opmerkelijke avonturen beleefd. Hoewel vaak onverdraagzaam, is hij een zorgzaam, toegewijd echtgenoot en vader en staat hij te boek als een goedzak. Zijn hobby's bestaan uit televisiekijken, eten en rondhangen bij café Moe's. Homers favoriete biermerk is Duff Beer.

## Oorsprong van het personage
Matt Groening bedacht de familie Simpson voor het eerst in de lobby van James L. Brooks' kantoor. Hij had de opdracht een aantal korte animatiefilmpjes te maken en wilde eigenlijk zijn Life in Hell-serie voorstellen. Toen hij besefte dat dit zou inhouden dat hij de rechten op zijn levenswerk zou moeten opgeven, bedacht hij snel de klunzige Simpson familie waarvan hij de leden naar zijn eigen familieleden noemde. Homer werd vernoemd naar Matts vader. Hij maakte samen met de andere Simpsons zijn debuut op 19 april 1987 in het korte filmpje "Good Night".
Volgens Matt was de hele familie gemaakt zodat ze herkenbaar waren voor iedereen. De kenmerken van Homers personage zijn niet gebruikt in andere personages.

## Stem
Homers stem wordt gedaan door Dan Castellaneta. Zijn stem klinkt in de korte filmpjes iets anders dan in de serie. In het begin was zijn stem een losse imitatie van Walter Matthau, maar werd wat robuuster en humoristischer gedurende het tweede en derde seizoen van de serie.
Een aantal van Homers uitspraken zijn inmiddels ingeburgerd in het dagelijkse taalgebruik. Vooral bekend is zijn uitspraak "D'oh!", een term die door de Simpsons zo bekend werd dat die is zelfs opgenomen in de Oxford English Dictionary.

## Biografie
Homer Simpson is de zoon van Abraham Simpson en Mona Simpson. Hoewel de serie een opschuivende tijdlijn heeft (de personages worden niet ouder) wordt zijn geboortedag gegeven als 12 mei 1956.
Hij woonde in zijn jeugd op een boerderij met zijn ouders. Ergens in de jaren 60, toen Homer nog maar 6 tot 10 jaar was, moest Mona het gezin verlaten vanwege een aanvaring met de wet. Abraham maakte Homer wijs dat zijn moeder was omgekomen, en pas jaren later ontdekte Homer de waarheid.
Homer ging naar de middelbare school van Springfield en werd verliefd op Marge Bouvier. De twee trouwden en kregen al snel hun eerste kind, Bart Simpson. Nadat hij faalde om een baan bij de kerncentrale van Springfield te krijgen, verliet Homer Marge om een baan te zoeken en zijn gezin te kunnen onderhouden. Hij werkte tijdelijk bij een tacorestaurant totdat Marge hem vond en overhaalde terug te komen. Als gevolg hiervan confronteerde Homer Mr. Burns en wist een baan te krijgen als beveiligingsmedewerker.
Kort voor ze hun nieuwe huis kochten raakte Marge in verwachting van Lisa. Homer had tijdelijk succes als zanger en tekstschrijver van het barbershop quartet de Be Sharps. Ze wonnen zelfs een Grammy. Gedurende zijn tijd met de groep was Homer vaak weg, wat zijn huwelijk onder druk zette. Toen de groep uit elkaar ging keerde Homer terug naar Springfield en pakte zijn oude leven weer op.

## Uiterlijk en leeftijd
Homers leeftijd was oorspronkelijk 34, maar de schrijvers veranderden dit naar 38 omdat ze vonden dat hij er ouder uitzag. In "The Homer They Fall" is hij 38 jaar oud. In de aflevering "The Wizard of Evergreen Terrace" is hij 39 jaar oud.
Homer is kaal maar had vroeger haar. Over hoe hij kaal is geworden bestaan meerdere theorieën. In een aflevering is o.a. te zien dat hij iedere keer dat Marge bekende zwanger te zijn hij van ergernis zijn haar uittrok, tot hij uiteindelijk kaal was, of een aflevering waarbij hij testpersoon is voor een medicijn met als bijwerking haaruitval (hij wordt meerdere malen gewaarschuwd maar hij luisterde niet).

## Persoonlijkheid
Homers persoonlijkheid is een van frequente stommiteit, luiheid en explosieve woede. Hij kan maar kort zijn aandacht ergens bijhouden, en heeft soms een kort lontje. Hierdoor heeft hij een intense maar altijd kortdurende passie voor hobby's. Homer wordt vooral snel kwaad op zijn zoon Bart. Een bekend scenario is dat Homer Bart bij de keel grijpt met de woorden "Why you little..!" (Wat, jij kleine...!). Hij doet ook totaal geen moeite dit feit te verbergen voor anderen.
Hoewel Homer geregeld mensen tegen zich in het harnas heeft gejaagd en chaos heeft veroorzaakt in Springfield, komt dit vooral door zijn ongeduldige gedrag en gebrek aan inzicht. Vaak zijn z’n acties niet opzettelijk.
Van tijd tot tijd heeft Homer echter ook dingen gedaan die bewijzen dat hij best een liefhebbende vader en echtgenoot kan zijn. In "Radio Bart" probeerde hij Bart uit een put te graven, ondanks dat Homer een gloeiende hekel heeft aan fysieke arbeid. In "A Milhouse Divided" regelde hij een tweede huwelijk voor Marge en zichzelf om de belabberde eerste huwelijksceremonie goed te maken.
Homer lijkt plezier te beleven aan het ongeluk van anderen. Hij vertoont ook kleptomaan gedrag daar hij om de haverklap spullen van zijn buurman "leent" maar nooit teruggeeft.
Homer is niet de allerslimste, maar kan toch grote hoeveelheden kennis over zeer specifieke onderwerpen onthouden. Hij is ook bijzonder zelfverzekerd en probeert alles, ook al heeft hij er geen verstand van.
In de aflevering Lisa the Simpsons bleek dat Homers verlaagde intelligentie net zoals bij elke mannelijke Simpson komt door een defect in het y-chromosoom, het zogenaamde "Simpson gen". In een latere aflevering bleek dat zijn verlaagde intelligentie veroorzaakt werd doordat er al sinds zijn jeugd een krijtje vast zou zitten in zijn hersenen (dit is nooit uit een röntgenfoto gebleken omdat Dr.Hibbert (Julius Hibbert) altijd zijn duim ervoor hield). Homer liet in dezelfde aflevering dit krijtje verwijderen waardoor zijn IQ steeg naar 105. Hiermee ergerde hij echter iedereen om zich heen, waardoor hij het krijtje liet terugstoppen.
Dit verhaal is erg tegenstrijdig want in de aflevering 'Eternal Moonshine' zie je dat Homer een kleiner brein heeft dan een normaal persoon, dit zie je als Lisa een scan van Homers hoofd bekijkt.